# 月尾大咽非鯽
月尾大咽非鯽為輻鰭魚綱鱸形目隆頭魚亞目慈鯛科的其中一種，分布於非洲馬拉威湖流域，棲息深度3-20公尺，體長可達16.5公分，棲息在沙底質水域，生活習性不明，可作為觀賞魚。

## 擴展閱讀
維基物種上的相關：月尾大咽非鯽